# 比利时公报

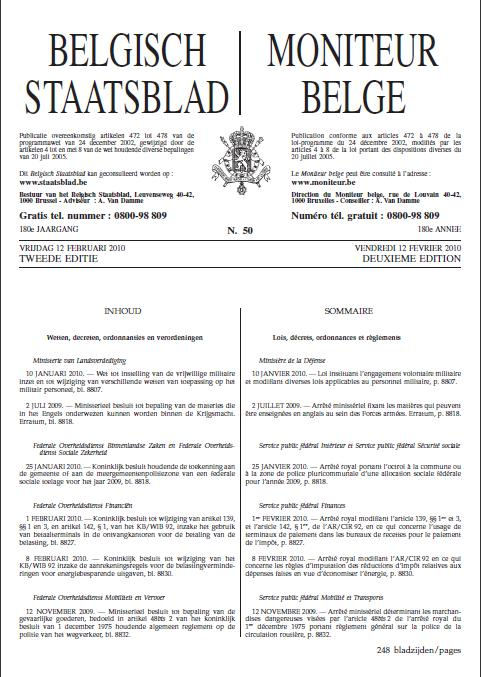
2010年的比利时公报

比利时公报（荷蘭語：Belgisch Staatsblad）是比利时王国的政府公报，用于发布法律、法令、条例及官方通知等，由比利时司法部负责发布。